# Atrapados (Feast)
Feast (Atrapados en España y Cacería voraz en Latinoamérica) es una película de terror estadounidense dirigida por John Gulager y protagonizada por los actores Balthazar Getty, Henry Rollins, Clare Kramer, Navi Rawat y Judah Friedlander, entre otros.
Es la primera entrega de la serie Feast, seguido de sus dos secuelas Cacería voraz 2 en 2008 y Cacería voraz 3 en 2009.

## Trama
En un lugar remoto, el camarero del The Beer Trap Tavern sirve copas a un colorido grupo de clientes compuesto por forasteros de paso, perdedores y paletos. De pronto, un individuo eloquecido, empuñando una escopeta, irrumpe en el local llevando consigo la cabeza decapitada de un monstruo. Una horda de esa criaturas infernales está dirigiéndose hacia allí devastándolo todo a su paso, advierte el desconocido. 

## Curiosidades
La película se estrenó en Fantastic Fest en Austin, Texas; el Festival Internacional de Cine de Chicago; el Festival International de Horror y Ciencia Ficciónl y el Festival de Cine de Savannah en diferentes fechas a lo largo de octubre de 2005. John Gulager fue nombrado "Mejor Director" por esta película en el Fantástic Fest de 2005.
El 14 de octubre de 2005 se estrenó en el Festival Internacional de Cine de Chicago después de haber retrasado su período, finalmente abrió camino a los cines estadounidenses. El 17 de octubre de 2006 se lanzó el DVD de la película 25 días de su estreno en Estados Unidos. 

## Secuelas
Se produjeron dos secuelas, primero la de Cacería voraz 2 el 6 de octubre de 2008 y Cacería voraz 3 el 17 de febrero de 2009, donde el director John Gulager y los productores Patrick Melton y Marcus Dunstan escribieron el guion; sin embargo, en estas dos secuelas de la película, Jenny Wade, Clu Gulager, y Diane Goldner regresaron; también reaparecieron Wade como Honey Pie, Gulager como el camarero, y Goldner como la Reina Motociclista. 